# 구자키역
구자키역(일본어: 久崎駅)은 일본 효고현 사요군 사요정에 위치한 지즈 급행 지즈 선의 철도역이다. 상대식 승강장 2면 2선의 구조를 갖춘 지상역이다.

## 타는 곳
| 1 · 2 | ■ 지즈 선 | 하행 | 지즈 · 돗토리 · 구라요시 방면            |
| 1 · 2 | ■ 지즈 선 | 상행 | 가미고리 · 오사카 · 교토 · 오카야마 방면 |

## 역 주변
- 국도 제373호선
- 오카야마 현도 · 효고 현도 368호 요시나가시모토쿠사 선
- 사사가오카 공원

## 역사
- 1994년 12월 3일 : 지즈 급행 지즈 선 개업과 동시에 설치.
- 2009년
  - 8월 10일 : 태풍 9호의 영향에 의한 폭우 피해로 인해, 일시적인 열차 발착이 없어짐.
  - 8월 29일 : 지즈 선 보통 열차 운행 개시.

## 인접 역
| 지즈 급행 ■ 지즈 선        | 지즈 급행 ■ 지즈 선 | 지즈 급행 ■ 지즈 선 |
| -------------------------- | ------------------- | ------------------- |
| 고노하라엔신 가미고리 방면 | ■ 지즈 선           | 사요 지즈 방면      |